# Induced Gravitational Collapse
Der Begriff Induced Gravitational Collapse („induzierter Gravitationskollaps“) beschreibt ein alternatives Modell für den Zusammenhang von langen Gammablitzen und Supernovae des Typs Ib/c.
Gammablitze sind Explosionen, bei denen Energien im Bereich 1049–1054 erg überwiegend als Gammastrahlung freigesetzt werden. Gammablitze werden nach der Dauer der Ausbrüche in lange mit einer Dauer von mehr als zwei Sekunden und kurze Gammablitze eingeteilt. Bei einem Teil der langen Ausbrüche sind am Ort des Gammablitzes Supernovae vom Typ Ib/c entdeckt wurden. Dies wird meistens anhand des Kollapsarmodells erklärt, wonach der Ausbruch eines schnell rotierenden massiven blauen Riesensterns zu dem Gammablitz führt. Der Kern des Sterns kollabiert in einen Neutronenstern und die einfallende Materie des Sterns wird an der Kruste des Protoneutronensterns reflektiert. Aufgrund der schnellen Rotation tritt die vom Kern reflektierte Materie an den Rotationspolen aus und in Zusammenhang mit einem Magnetfeld entsteht ein ultrarelativistischer Jet, der die meiste Energie in einem sehr kleinen Raumwinkel in der Größenordnung von einem Quadratgrad abstrahlt. Ist die Strahlrichtung des Jets auf die Erde ausgerichtet, dann wird dieses Ereignis als Gammablitz wahrgenommen.
Dieses Standardmodell der langen Gammablitze wird teilweise kritisiert, da die blauen Riesen vor ihrer Supernovaexplosion mehrere Sonnenmassen durch einen Sternwind verlieren und nie eine Wechselwirkung eines relativistischen Jets, der nicht auf die Erde zeigt, mit der zirkumstellaren Materie beobachtet wurde. Ein alternatives Modell ist der Induced Gravitational Collapse. Danach entstehen Gammablitze in einem engen Doppelsternsystem bestehend aus einem blauen Riesen und einem Neutronenstern. Der blaue Riese explodiert in einer Supernova und ein Teil der expandierenden Materie wird von dem kompakten Stern akkretiert. Dabei überschreitet die Masse des Neutronensterns das Stabilitätskriterium, die Tolman-Oppenheimer-Volkoff-Grenze, und kollabiert in ein Schwarzes Loch. Dadurch wird die Energie frei, die als Gammablitze beobachtet wird, zusammengesetzt aus der potentiellen Energie und dem Kollaps des Magnetfelds des Neutronensterns. Das Modell des Induced Gravitational Collapse erklärt zwanglos die bei manchen Gammablitzen beobachteten Precursor, wonach einige Sekunden bis Minuten vor dem Hauptausbruch am Ort eines Gamma Ray Bursts ein schwacher Ausbruch im Bereich der Gamma- und Röntgenstrahlung nachgewiesen werden konnte.